# Narsha (album)
Narsha est le premier mini-album de Narsha, sorti sous le label NegaNetwork le 8 juillet 2010 en Corée.

## Liste des titres
| 1. | Fantastic                               | 3:22 |
| 2. | Bbi Ri Bba Bba (삐리빠빠)               | 3:27 |
| 3. | I'm In Love (avec Sungha Jung (정성하)) | 4:01 |
| 4. | Queen B                                 | 3:31 |
| 5. | Radio Star                              | 3:52 |
| 6. | Mamma Mia (Preview) (맘마미아)          | 0:27 |
| 7. | Bbi Ri Bba Bba (Inst.) (삐리빠빠)       | 3:27 |